# LZ 24
Der Zeppelin LZ 24 war das 24. Luftschiff des Grafen Zeppelin und der dritte Zeppelin der Kaiserlichen Marine mit der Kennung L 3. Es handelte sich um den ersten Zeppelin vom Typ  m, von dem insgesamt 12 Schiffe zu gleichen Teilen an das Heer und die Marine bis zum März 1915 geliefert wurden.

## Geschichte
Die erste Fahrt von LZ 24 fand am 11. Mai 1914 statt. LZ 24 führte eine Dauerfahrt von 35 Stunden durch und wurde dann von der Marine übernommen. Die Kennung der Marine für das Luftschiff war L 3. Seine beiden Vorgänger, die Luftschiffe L 1 und L 2 waren allerdings nach sehr kurzen Dienstzeiten (elf Monate bzw. fünf Wochen) im Herbst 1913 durch Unfälle verlorengegangen. Bei Flottenmanövern wurde das neue Luftschiff für Aufklärungsaufgaben über See eingesetzt.

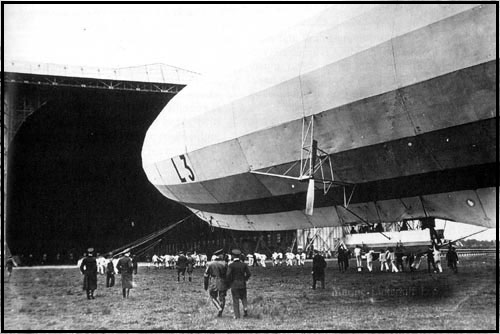
L 3 vor seiner Halle in Fuhlsbüttel

Bei Beginn des Ersten Weltkrieges im August 1914 war L 3 weiterhin das einzige Luftschiff der Marine. Der Zeppelin wurde in einer angemieteten Halle in Hamburg-Fuhlsbüttel stationiert, um der Kaiserlichen Marine in Nord- und Ostsee zur Verfügung zu stehen. Bis zum Jahreswechsel wurde die Luftschiffabteilung der Marine unter Korvettenkapitän Peter Strasser durch die Auslieferung der Schwesterschiffe L 4, L 5, L 6, L 7 und L 8 verstärkt, die allerdings erst nach und nach einsatzbereit wurden, da es an ausgebildetem Personal mangelte. Als Schulschiff diente vor allem das zivile Luftschiff LZ 11 Victoria Luise. Als Einsatzhafen für die Aufklärung über der Nordsee kam 1914 Nordholz nahe der Elbmündung hinzu, später noch Hage in Ostfriesland und Tondern in Nord-Schleswig sowie 1916 Ahlhorn und 1917 Wittmundhaven.
Seit Kriegsbeginn war L 3 für Aufklärungsfahrten über der Nordsee im Einsatz. In der Nacht vom 19. auf den 20. Januar 1915 fuhr L 3, zusammen mit dem neuen Marine-Zeppelin L 4, den ersten Angriff von Luftschiffen auf England. L 3 war mit acht 50-kg-Bomben und elf 28-kg-Brandbomben beladen und warf sie über industriellen Anlagen am Humber ab.

## Ende von LZ 24/L 3

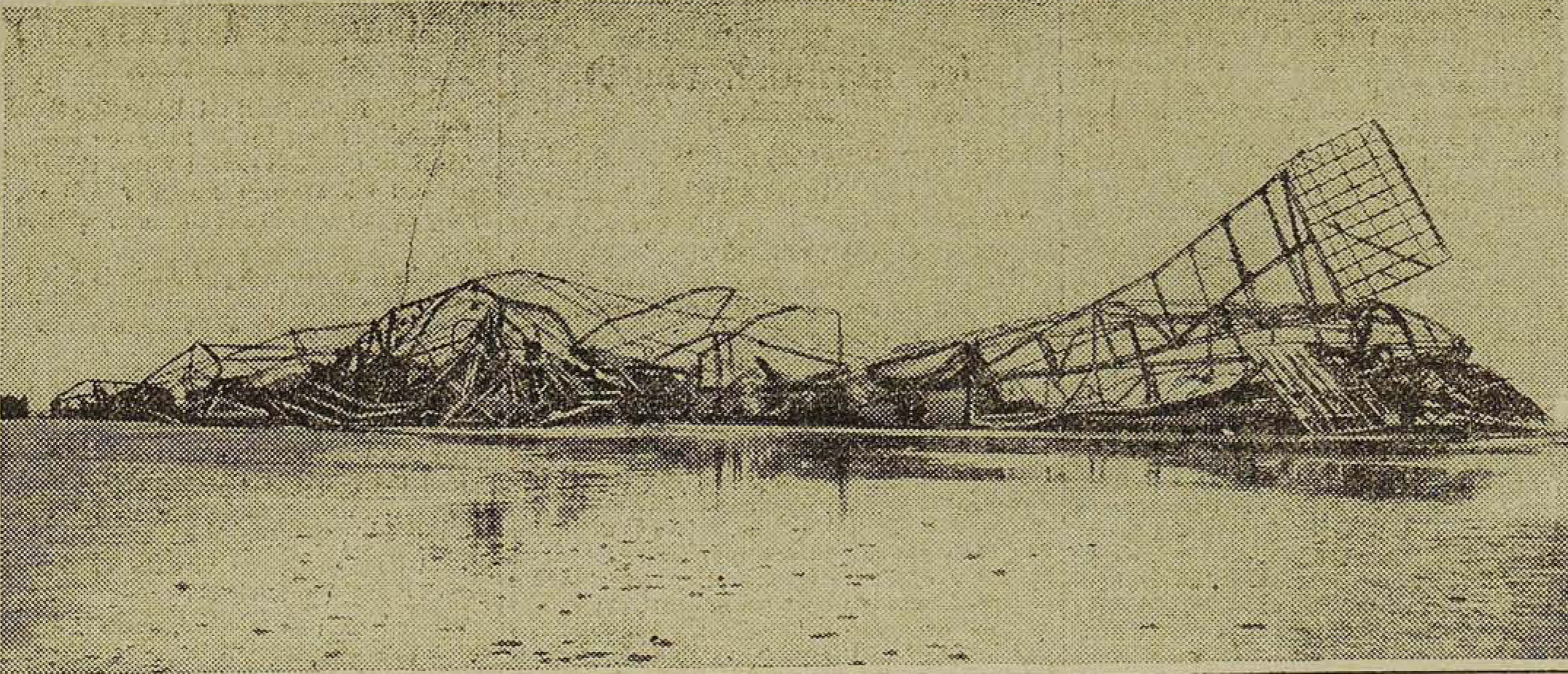
Reste von L 3 auf Fanø

Am 17. Februar 1915 befand sich L 3 auf dem Rückmarsch von einer Aufklärungsfahrt Richtung Norwegen und kam über der Nordsee vor Süddänemark auf der Höhe von Blavandshuk in einen Schneesturm. Gegen 11 Uhr fiel ein Motor aus, gegen 13 Uhr ein weiterer. Als sich L 3 um 13 Uhr vor Hanstholm (Norddänemark) immer noch im Schneesturm befand, meldete der Zeppelin seine Schwierigkeiten über Funk der Marine und drehte nach Süden ab. L 3 wollte den Luftschiffhafen Tondern erreichen. Als aber auch der letzte Motor seinen Dienst versagte, musste L 3 auf der dänischen Insel Fanø notlanden, um nicht hilflos über der Nordsee zu treiben. Der Kommandant, Kapitänleutnant Fritz, vernichtete die Papiere und verbrannte das Schiff. Die Besatzung wurde im neutralen Dänemark den internationalen Regeln entsprechend bis Kriegsende interniert.
Im selben Sturm ging auch das Schwesterschiff L 4 verloren, das bei Blavandshuk notlanden wollte.

## Technische Daten
- Traggasvolumen: 22.500 m³ Wasserstoff
- Länge: 158,0 m
- Durchmesser: 14,90 m
- Nutzlast: 9,2 t
- Antrieb: drei Maybach-Motoren von je 200 PS (147 kW)
- Geschwindigkeit: 22,4 m/s (80,6 km/h)